# Gongylocarpus
Gongylocarpus, biljni rod iz porodice Onagraceae, ili vrbolikovke smješten u vlastiti tribus Gongylocarpeae. Raširen je po Meksiku i Gvatemali.
Postoje dvije priznate vrste, polugrm ili grm G. fruticulosus, meksički endem iz Baja Californie Sur, i jednogodišnje tipične vrste G. rubricaulis. Rod je opisan u Linnaea 5: 557. 1830.

## Vrste
1. Gongylocarpus fruticulosus (Benth.) Brandegee
2. Gongylocarpus rubricaulis Schltdl. & Cham.

## Sinonimi
- Burragea Donn.Sm. & Rose; Contr. U. S. Natl. Herb. 16: 297 (1913)